# Пам'ятки Вознесенського району
У Вознесенському районі Миколаївської області на обліку перебуває 7 пам'яток архітектури, 40 — історії та одненька — монументального мистецтва (пам'ятник В.І.Леніну).

## Пам'ятки архітектури
| №п/п | Охоронний номер | Найменування пам'ятки          | Адреса            | Рік                             | Автор          | Фото |
| ---- | --------------- | ------------------------------ | ----------------- | ------------------------------- | -------------- | ---- |
| 1.   |                 | Церква                         | Село Ракове       | II пол. XIX ст.                 | О. І. Тищенко  |      |
| 2.   |                 | Готель                         | Село Тімірязєва   | 1950                            | О. І. Тищенко  |      |
| 3.   |                 | Садиба Оснерів                 | Село Тімірязєва   | II пол. XIX ст., початок ХХ ст. | О. І. Тищенко  |      |
| 4.   |                 | Станція залізниці              | Станція Трикратне | 1910                            | О. І. Тищенко  |      |
| 5.   |                 | Садибний будинок Скаржинського | Село Трикрати     | Кінець XIX ст. — початок ХХ ст. | Гудченко З. С. |      |
| 6.   |                 | Церква з будинком причту       | Село Щербані      | Сер. XIX ст.                    | О. І. Тищенко  |      |
| 7.   |                 | Адміністративний будинок       | Село Щербані      | Кінець XIX ст.                  | О. І. Тищенко  |      |
|      |                 |                                |                   |                                 |                |      |

## Пам'ятки історії
| №п/п | Охоронний номер | Найменування пам'ятки | Адреса                                      | Рік             | Автор                                             | Фото |
| ---- | --------------- | --- | ------------------------------------------- | --------------- | ------------------------------------------------- | ---- |
| 1.   | 242             | Братська могила радянських воїнів (19 чоловік). | Село Актове, сквер                          | 1965            |                                                   |      |
| 2.   | 243             | Братська могила радянських воїнів (78 чоловік). | Село Білоусівка, центр села                 | 1954            |                                                   |      |
| 3.   | 831             | Братська могила радянських воїнів (28 чоловік). | Село Білоусівка, центр села                 | 1970            |                                                   |      |
| 4.   | 244             | Братська могила радянських воїнів (53 чоловіки). | Село Бузьке, сквер, центр села              | 1960            |                                                   |      |
| 5.   | 251             | Братська могила радянських воїнів (20 чоловік). | С. Вознесенське, парк                       | 1965            |                                                   |      |
| 6.   | 253             | Могила Героя Радянського Союзу червоноармійця Кольчака Я. Х. (1918–1944 рр.) | С. Воронівка, парк 30-річчя Перемоги        | 1955            |                                                   |      |
| 7.   | 844             | Меморіальний комплекс — братська могила радянських воїнів (25 чоловік); пам'ятний знак на честь воїнів-земляків, загиблих у роки ВВВ. | С. Воронівка, парк 30-річчя Перемоги        | 1975            |                                                   |      |
| 8.   | 845             | Пам'ятний знак, на місці де знаходився штаб 37 армії (20—30 березня 1944 р.). | Село Воронівка, біля школи                  | 1967            |                                                   |      |
| 9.   | 846             | Братська могила радянських воїнів (23 чоловіки). | Село Григорівське, центр                    | 1961            |                                                   |      |
| 10.  | 255             | Меморіальний комплекс:братська могила радянських воїнів (40 чоловік); пам'ятний знак на честь воїнів-земляків, загиблих у роки ВВВ. | Село Дмитрівка, північна частина села       | 1962            |                                                   |      |
| 11.  | 256             | Меморіальний комплекс:братська могила радянських воїнів (25 чоловік); пам'ятний знак на честь воїнів-земляків, загиблих у роки ВВВ. | Село Дорошівка, парк 30-річчя Перемоги.     | 1975            | арх. В. А. Тимощук                                |      |
| 12.  | 257             | Братська могила радянських воїнів (28 чоловік). | Село Малосолоне, центр, біля школи          | 1964            |                                                   |      |
| 13.  | 847             | Братська могила партизан громадянської війни (2 чоловіки). | Село Малосолоне, парк у центрі села         | 1941            |                                                   |      |
| 14.  | 261             | Братська могила радянських воїнів (26 чоловік) та пам'ятний знак на честь воїнів-земляків, загиблих у роки ВВВ (пам'ятник комплексний). | Село Новогригорівка, центр села             | 1968            |                                                   |      |
| 15.  | 263             | Братська могила радянських воїнів (78 чоловік) та пам'ятний знак на честь воїнів-земляків, загиблих у роки ВВВ (пам'ятник комплексний). | Село Новопристань, кладовище                | 1965            | арх. В. А. Тимощук                                |      |
| 16.  | 848             | Пам'ятний знак на честь воїнів-земляків, загиблих у роки ВВВ. | Село Новоукраїнка, центр села               | 1971            | ск. М. Ігнат'єв, М. Павлиненко, арх. В. Пластиков |      |
| 17.  | 849             | Братська могила радянських воїнів гвардії рядового Давенка С. М. і гвардії рядового Трача О. Т. | Село Новоукраїнка, кладовище                | 1974            |                                                   |      |
| 18.  | _               | Будинок Олександрівської ГЕС, першої гідроелектростанції на території України. | Селище Олександрівка, околиця села          | 1987            |                                                   |      |
| 19.  | 265             | Братська могила радянських воїнів (133 чоловіки). | Селище Олександрівка, біля будинку культури | 1963            |                                                   |      |
| 20.  | 266             | Пам'ятний знак на честь воїнів-земляків, загиблих у роки ВВВ. | Селище Олександрівка, вул. Першотравнева    | 1967            | ск. М. Ігнатьєв, М. Павличенко, арх. В. Пластиков |      |
| 21.  | 829             | Могила партизана років громадянської війни Армашелева І. С. | Селище Олександрівка, біля школи            | 1966            | арх. П. Багрин                                    |      |
| 22.  | 854             | Пам'ятник Герою Радянського Союзу старшому лейтенанту Андрєєву П. М., який загинув у березні 1944 року при форсуванні ріки Південний Буг. | Селище Олександрівка, біля школи            | 1965            |                                                   |      |
| 23.  | 830             | Братська могила борців за радянську владу (кількість не встановлено). | Селище Олександрівка, біля будинку культури | 1922            |                                                   |      |
| 24.  | 267             | Братська могила радянських воїнів (26 чоловік) та пам'ятний знак на честь воїнів-земляків, загиблих у роки ВВВ (пам'ятник комплексний). | Село Прибужани, вул. Одеська                | 1952, рек. 1985 |                                                   |      |
| 25.  | 268             | Братська могила радянських воїнів (14 чоловік) та пам'ятний знак на честь воїнів-земляків, загиблих у роки ВВВ. | Село Ракове, біля церкви                    | 1968            |                                                   |      |
| 26.  | 1398            | Пам'ятник бійцям 195 Новомосковській стрілецькій дивізії, учасникам звільнення села ракове та Вознесенського району від німецько-фашистських загарбників; Пам'ятний знак на місці загибелі командиру дивізії, полковника Сучкова О. М. (пам'ятник комплексний). | Село Ракове, північна околиця села          | 1979            | арх. Муравський                                   |      |
| 27.  | 850             | Братська могила радянських воїнів (3 чоловіки). | Село Рацинська Дача, центр села             | 1958            |                                                   |      |
| 28.  | 269             | Братська могила радянських воїнів (873 чоловіки). | Село Рюмівське, кладовище                   | 1954            |                                                   |      |
| 29.  | 270             | Братська могила радянських воїнів (11 чоловік). | Село Солдатське, центр села                 | 1945 рест. 1973 |                                                   |      |
| 30.  | 271             | Братська могила радянських воїнів (43 чоловіки). | Село Таборівка, сквер біля будинку культури | 1963, рек. 1979 |                                                   |      |
| 31.  | 273             | Братська могила радянських воїнів (41 чоловік) і підпільника комсомольця Мальченка І. Д. | Село Трикрати, сквер біля будинку культури  | 1966            |                                                   |      |
| 32.  | 274             | Братська могила червоних партизан (22 чоловіки). | Село Трикрати, кладовище                    | 1922            |                                                   |      |
| 33.  | 851             | Пам'ятник партизанам Громадянської війни, які загинули в бою на хуторі Шкуратовому (22 чоловіки). | Село Трикрати, центр села                   | 1971            | ск. О. Здіховський                                |      |
| 34.  | 852             | Братська могила підпільників (5 чоловік). | Село Трикрати, кладовище                    | 1946            |                                                   |      |
| 35.  | 275             | Братська могила радянських воїнів (14 чоловік). | Село Троїцьке, сквер                        | 1967            |                                                   |      |
| 36.  | 276             | Братська могила радянських воїнів (42 чоловіки). | Село Шевченко, центр села                   | 1975            |                                                   |      |
| 37.  | 853             | Пам'ятний знак на честь воїнів-земляків, загиблих у роки ВВВ. | Село Щербанівське, сквер                    | 1968            |                                                   |      |
| 38.  | 278             | Братська могила радянських воїнів (5 чоловік). | Село Щербанівське, кладовище                | 1967            |                                                   |      |
| 39.  | 277             | Братська могила радянських воїнів (24 чоловіки) та пам'ятний знак на честь воїнів-земляків, загиблих у роки ВВВ. | Село Щербані, в центрі села                 | 1950            |                                                   |      |
| 40.  | 280             | Братська могила радянських воїнів (116 чоловіки) та пам'ятний знак на честь воїнів-земляків, загиблих у роки ВВВ. | Село Яструбинове, кладовище                 | 1968            | арх. Тимощук                                      |      |
|      |                 | |                                             |                 |                                                   |      |

## Пам'ятки монументального мистецтва
| №п/п | Охоронний номер | Найменування пам'ятки  | Адреса             | Рік  | Автор            | Фото |
| ---- | --------------- | ---------------------- | ------------------ | ---- | ---------------- | ---- |
| 1.   | 295             | Пам'ятник Леніну В. І. | Селище Тімірязевка | 1965 | Ск. М. Коваленко |      |
|      |                 |                        |                    |      |                  |      |